# Lie Down in Darkness
«Lie Down in Darkness» — сингл альбому «Memorial Beach» норвезького гурту a-ha, випущений 9 вересня 1993 року. Диск містив тільки пісню «Lie Down in Darkness».

## Музиканти
- Пол Воктор-Савой (Paul Waaktaar-Savoy) (6 вересня 1961) — композитор, гітарист, вокалист.
- Магне Фуругольмен (Magne Furuholmen) (1 листопада 1962) — клавішник, композитор, вокаліст, гітарист.
- Мортен Гаркет (Morten Harket) (14 вересня 1959) — вокаліст.